# Pic Castle (Idaho)
Pour les articles homonymes, voir Pic Castle.
Le pic Castle est une montagne d'une altitude de 3 601 m d'altitude qui est le point culminant des monts White Cloud, dans l’État de l'Idaho aux États-Unis.